# La Guardia (Bolivia)
La Guardia è un comune (municipio in spagnolo) della Bolivia nella provincia di Andrés Ibáñez (dipartimento di Santa Cruz) con 63.606 abitanti (dato 2010).

## Cantoni
Il comune è suddiviso in 6 cantoni. 
- El Carmen
- Km.12
- La Guardia
- Pedro Lorenzo
- Peji (Villa Arrien)
- San José